# Kninska katedrala
Kninska katedrala je bila rimokatolička crkva u Kninu, podignuta u razvijenom srednjem vijeku.

## Povijest

### Srednji vijek
Srednjovjekovna katedrala kninskog biskupa podignuta je na lokaciji gdje se Krku prelazilo još u starom vijeku. Rimski most je bio na mjestu današnjeg željezničkog mosta, a na Kapitulu, koji je do njega, bila je rimska vojna utvrda za kontrolu prijelaza.
Povijest kninske biskupije može se pratiti od 11. stoljeća kada je po nalogu hrvatskog kralja osnovana hrvatska biskupija sa sijelom u crkvi svete Marije u neposrednoj blizini Knina (današnja Biskupija), koja je ujedno bila i mauzolej vladarske obitelji. Biskup je bio dvorski, te je bio dio vladareve pratnje. Pritom je postojeći sklop crkve proširen za potrebe biskupa i Kaptola a sama građevina doživljava znatnu restauraciju za vremena kralja Zvonimira, koji prilikom ponovne posvete katedrale hrvatskoj biskupiji ustupa kraljevski posjed Kosovo. 
U samom Kninu, podignut je kraljevski samostan benediktinaca posvećen Svetom Bartolomeju, čiji su opati također često bili pratnja hrvatskim vladarima, a sudeći po arheološkim iskopima, njegovo osnivanje se može datirati najkasnije u 10. stoljeće. Sačuvani nalazi pohranjeni su u splitskom Muzeju hrvatskih arheoloških spomenika. Tu su ploče propovjedaonice s imenima dvaju hrvatskih vladara: kralja Stjepana Držislava, na latinskog oslovljenog Dux Croatorum te njegova prijestolonasljednika Svetoslava. Ivan Tomašić je u svojoj kronici iz 1561., Cronicon breve Regni Croatiae, naveo da su posmrtni ostaci kralja Dmitra Zvonimira bili pohranjeni u kasnijoj crkvi Svetog Bartolomeja, tj. katedrali kninskog biskupa.
Izumiranjem hrvatske narodne dinastije, kninski samostan prestaje djelovati, a posjed s crkvom daruje kralj Gejza II. splitskoj nadbiskupiji u ispravi krajem 12. stoljeća. Godine 1185. je na Splitskom saboru osnovana kninska biskupija, a novi kninski biskup bio je nekakav nasljednik biskupa hrvatske biskupije. U isto vrijeme, sukladno s kanonskim zahtjevima, hrvatski biskup (čija biskupija pokriva teritorij četiriju arhiđakonata, Knin, Polje, Vrliku i Pset) seli svoje sjedište u sam Knin, prilikom čega postaje kninski biskup i nastaje spor s kninskim knezovima oko zemljišta bivšeg kraljevskog samostana Svetog Bartolomeja. 
Godine 1203., po nalogu kninskog kaptolskog prepozita Dobroslava, počinje izgradnja nove katedrale na mjestu prethodnog benediktinskog samostana, te biva posvećena u osmom deceniju 13. stoljeća za vrijeme kninskog biskupa Nikole (između 1270. i 1272.), također po titularu Svetog Bartolomeja. Katedrala je prilikom posvete okarakterizirana kao "veličanstvena". Sv. Bartolomej postaje i patronom kanoničkog kolegija kninskog kaptola te njegov lik dospijeva u kaptolski pečat. Glavna apsida nove katedrale, nazvana i Kapela Sv. Bartolomeja, postaje mjesto u kome je institut javne vjere, locus credibilis, a tu se, najvjerojatnije čuvao i kaptolski arhiv. Pokraj glavne bazilike, nalazio se visoki zvonik i kapela, s biskupskom palačom i dvorištem.
Oko 1360. godine katedrala je bila pod skelama, trajao je popravak jer je prethodno zadobila znatna oštećenja, poglavito na krovu.
U nemirnim vremenima nakon krbavske bitke ugroženo se biskupsko sjedište premješta u Cazin, iako je kaptolski kompleks još 1504. godine utvrđen zidom u cilju obrane za učestalih turskih provala. Od tog vremena nestaje kninske biskupije, a preživljava još dugo jedino funkcija titulamog biskupa kninskoga.

### 20. stoljeće
U Drugom svjetskom ratu fašistička Italija, snažna podupirateljica četnika, sravnila je sa zemljom ostatke katedrale. 
Mislilo se punih 70 godina da su joj Talijani potpuno uništili ostatke i da je nepovratna izgubljena, ali sustavnim istraživanjima pronašli su ju splitski arheolozi. Rujna 2017. hrvatski arheolozi su na kninskom Kapitulu uz željeznički most preko Krke ipak našli ostatke katedrale. Dosad je istražen sjeverni zid i spoj s pročeljem.

## Karakteristike
Za izgled se zna iz nacrta arhitekta Ćirila Ivekovića iz 1927. godine. Katedrala je bila bazilika monumentalne veličine s tri broda, tri apside i zvonikom. Bazilika je bila duge oko 32 metra i širine oko 14 metara.